# Olav Thon

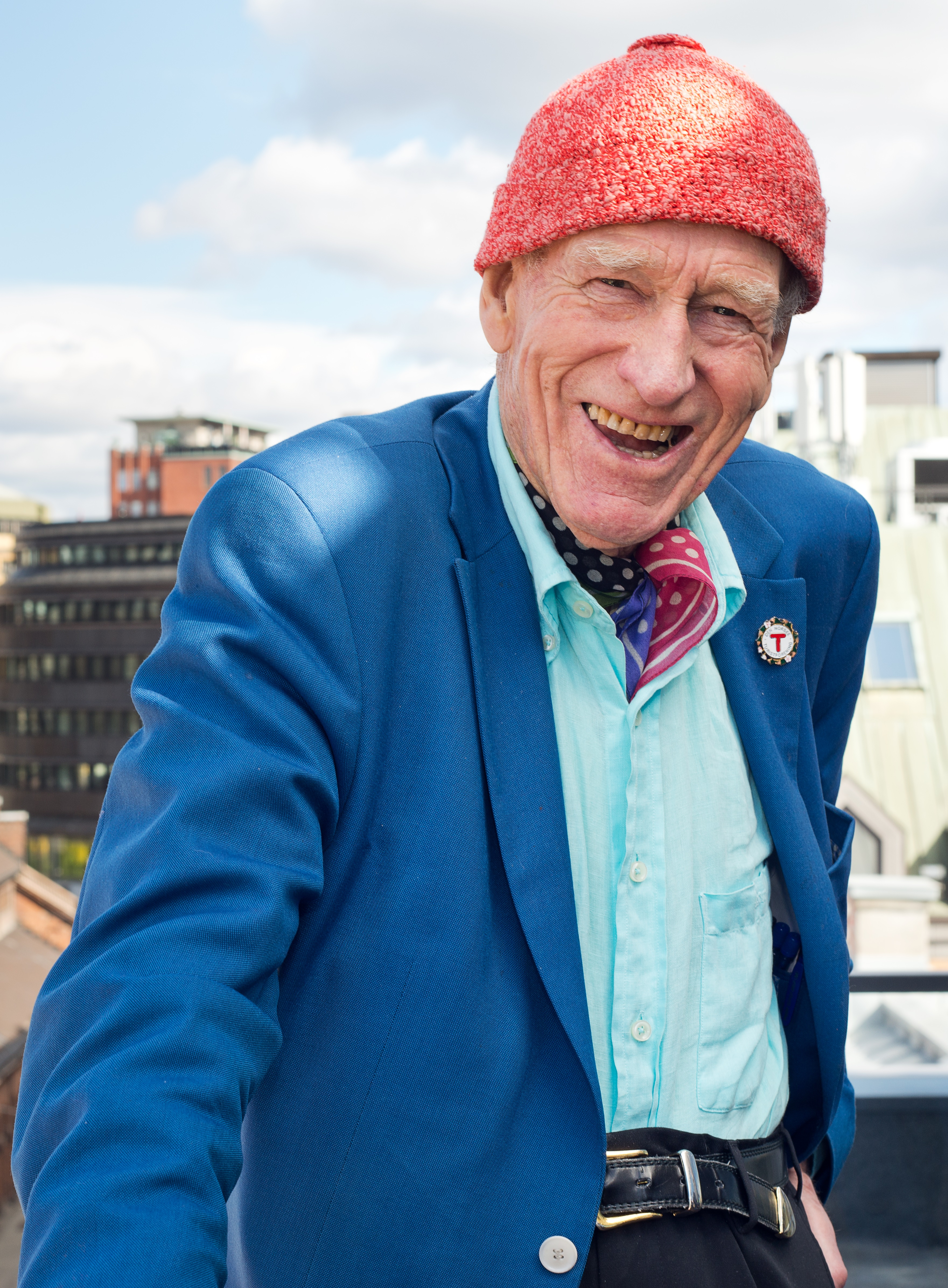
Olav Thon (2013)

Olav Thon (sinh ngày 29 tháng 6 năm 1923 tại Al, Hallingdal và qua đời ngày 16 tháng 6 năm 2024) là một nhà phát triển bất động sản người Na Uy, ông được liệt kê trong danh sách tỷ phú của Forbes là người giàu thứ 198 trên thế giới với giá trị tài sản 6 tỷ USD tính đến tháng 3 năm 2013. Ông là người giàu nhất Na Uy và Tập đoàn Olav Thon Group của ông là công ty bất động sản tư nhân lớn nhất của Na Uy, với 450 bất động sản, trong đó có 60 khách sạn.
Không có người thừa kế, Thon đã công bố ý định của mình để hiến tặng tất cả tài sản cho xã hội, đặc biệt là đối với khoa học y tế, thông qua việc thành lập một Quỹ ủy thác mang tên ông.

## Tiểu sử
Thon sống ở ngoại ô Oslo, tại Sollihøgda, khu đô thị Hole. Thon là một Kitô hữu, theo Giáo hội Luther và kết hôn nhưng không có bất kỳ người thừa kế nào. Theo Forbes, ông lớn lên như là một "cậu bé nông dân, những người chỉ đi đến thành phố để bán tấm da con cáo". Ông vẫn giữ phong cách sống đơn giản của mình và thích những hoạt động ngoài trời khác nhau và là một thành viên danh dự của Hiệp hội leo núi của Na Uy. Cũng theo Forbes, Thon rất "tự hào về thành công của mình, và hóa đơn trả tiền thuế lớn của ông, mà ông nói rằng ông rất vui mừng khi đóng góp".

## Kinh doanh
Olav Thon mua tòa nhà đầu tiên của mình vào năm 1951 và mở nhà hàng đầu tiên của mình vào năm 1966, Công ty của ông sở hữu tổng cộng 450 bất động sản ở Na Uy, bao gồm cả trung tâm mua sắm, cao ốc văn phòng, cửa hàng bán lẻ, và khách sạn. Nắm giữ chính của ông là những công ty tư nhân Stormgård AS và Thongård AS, ngoài ra còn có cổ phần lớn trong công ty cổ phần Olav Thon Eiendomsselskap ASA.

## Hoạt động từ thiện
Trong một bài viết trên báo Na Uy Dagens Næringsliv ngày 10 tháng 9 năm 2008, John Christian Elden, cố vấn pháp luật của Thon, thông báo rằng Olav Thon có ý định hiến tặng toàn bộ tài sản của mình thông qua việc thành lập một Quỹ ủy thác, tập trung vào các ngành khoa học y tế. Ngày 10 tháng 12 năm 2013, ông công bố quyết định dành toàn bộ cổ phần 71,9% của ông trong công ty bất động sản Olav Thon Eiendomsselskap ASA cho quỹ từ thiện do chính ông sáng lập cách đây ít lâu. Cũng do đó, trong danh sách tỷ phú tháng 2 năm 2014 của Forbes ước lượng tài sản riêng của ông còn khoảng 1 tỷ USD.